# Evangelisch-lutherische Kirche Scheibe

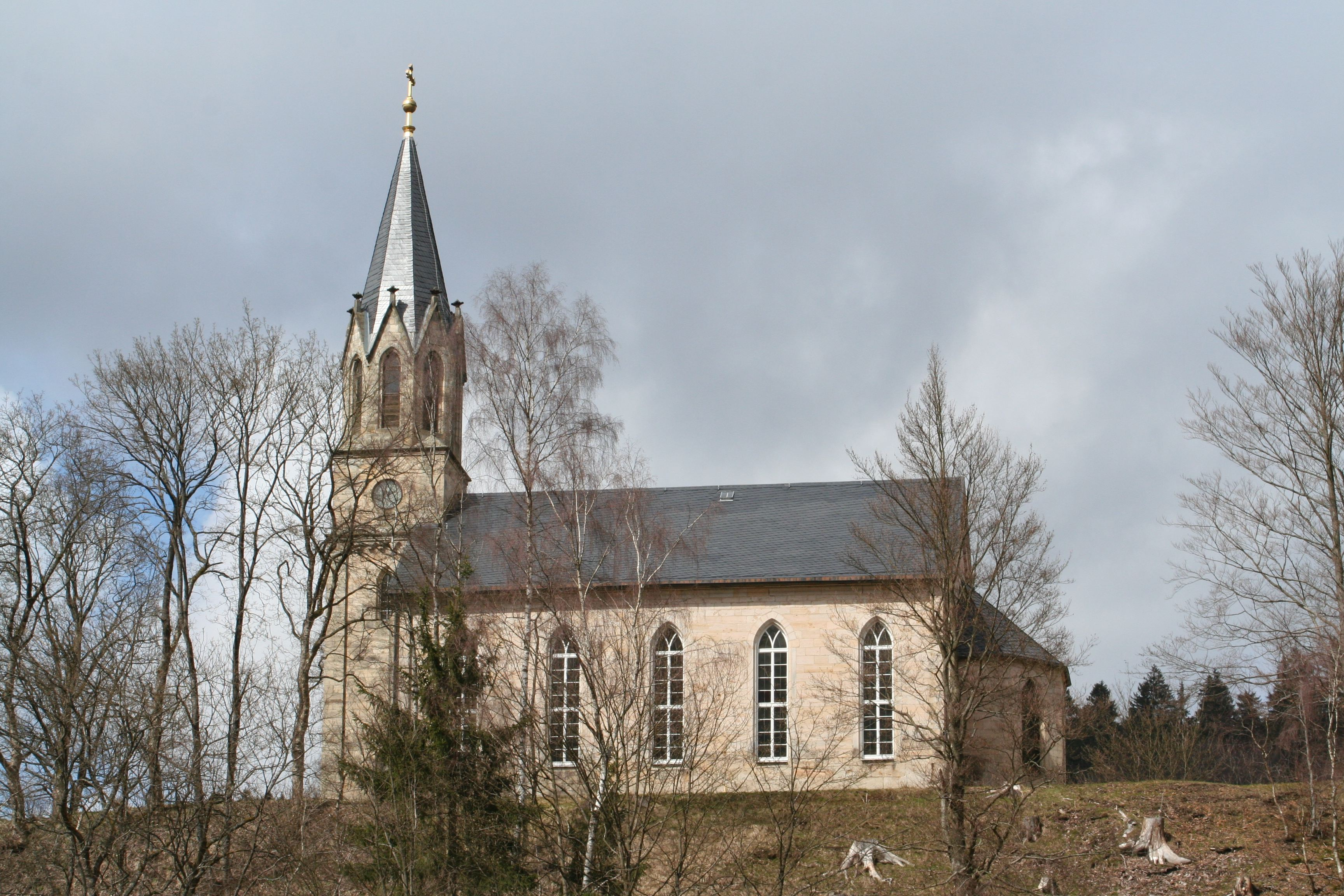
Kirche in Scheibe-Alsbach

Die evangelisch-lutherische Kirche Scheibe ist eine neugotische Kirche in Scheibe, einem Dorf des Ortsteils Scheibe-Alsbach der Stadt Neuhaus am Rennweg im Landkreis Sonneberg in Thüringen. Errichtet wurde sie von 1861 bis 1866.

## Geschichte
Von 1740 bis 1839 wurde Scheibe durch die allerdings zu Sachsen-Meiningen gehörende Pfarrei Steinheid kirchlich betreut. In Scheibe bestand ab 1780 eine Schule, für die 1821 ein Schulhaus mit Betsaal errichtet wurde. Im Jahr 1839 wurde eine Pfarrei eingerichtet, nachdem zuvor die Pfarrei Oberweißbach zuständig war. Mit Hilfe einer Sammlung außerhalb des Fürstentums Schwarzburg-Rudolstadt konnte die Pfarrgemeinde den Bau einer eigenen Kirche finanzieren, die von 1861 bis 1866 nach Plänen des Coburger Baurates und Architekten Vinzenz Fischer-Birnbaum gebaut wurde. Die schwarzburgischen Bauräte Bianchi und Brecht entwarfen Teile der Ausstattung und der Steinheider Maurermeister Beyer den 1892 fertiggestellten Kirchturm.

## Architektur und Ausstattung
Die neugotische Saalkirche steht in exponierter Lage auf dem Plateau eines Bergsporns oberhalb des breiten Taleinschnittes der Schwarza. Ihre Fassade wurde mit Sandsteinquadermauerwerk verkleidet. Die Kirche hat eine polygonale, überwölbte Apsis und einen Turm mit quadratischem Unterbau, oktogonalem Aufsatz sowie kreuzbekröntem Spitzhelm. Das Langhaus ist mit einer hölzernen Spiegeldecke und gegenüber der Apsis einer Empore ausgestattet, auf der eine Orgel der Gebrüder Schulze aus Paulinzella von 1867 steht. Die Ostwand des Langhauses schmückt ein um 1900/1910 entstandenes Gemälde, das Paulus, Petrus, David und Moses in Arkatur darstellt. Das zentrale Apsisfenster zeigt eine Glasmalerei aus dem Jahr 1910 mit der Darstellung von Christus als Guter Hirte.
Drei Eisenhartgussglocken, 1924 von Schilling & Lattermann in Apolda gegossen, hängen im Kirchturm.